# افرسمر
افرسمر (به آلمانی: Eversmeer) یک شهر در آلمان است که در Wittmund واقع شده‌است. افرسمر ۹۲۸ نفر جمعیت دارد.